# Woluwe

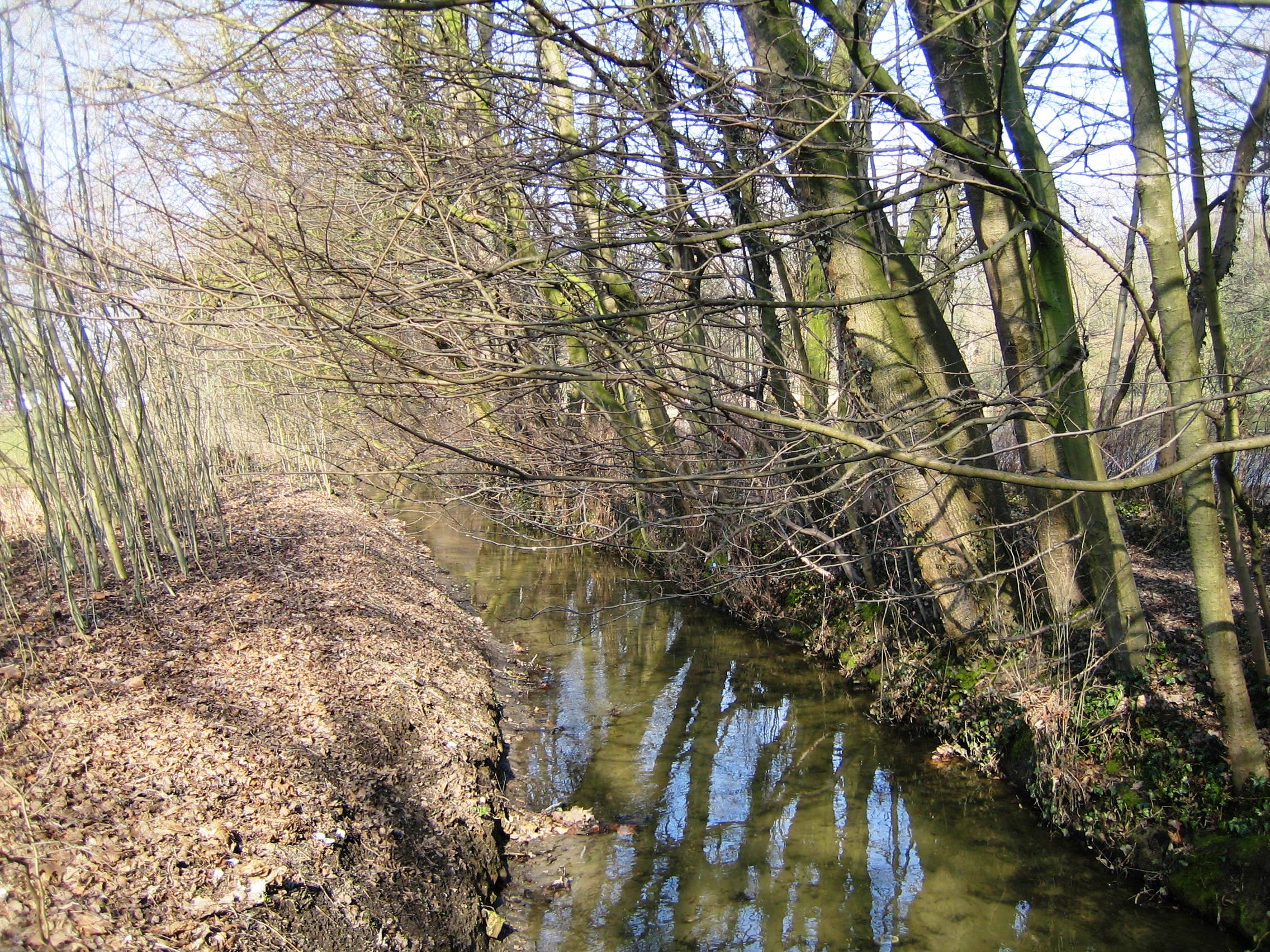
De Woluwe in Sint-Pieters-Woluwe

De Woluwe is een zijriviertje van de Zenne en behoort tot het stroomgebied van de Schelde.

## Loop

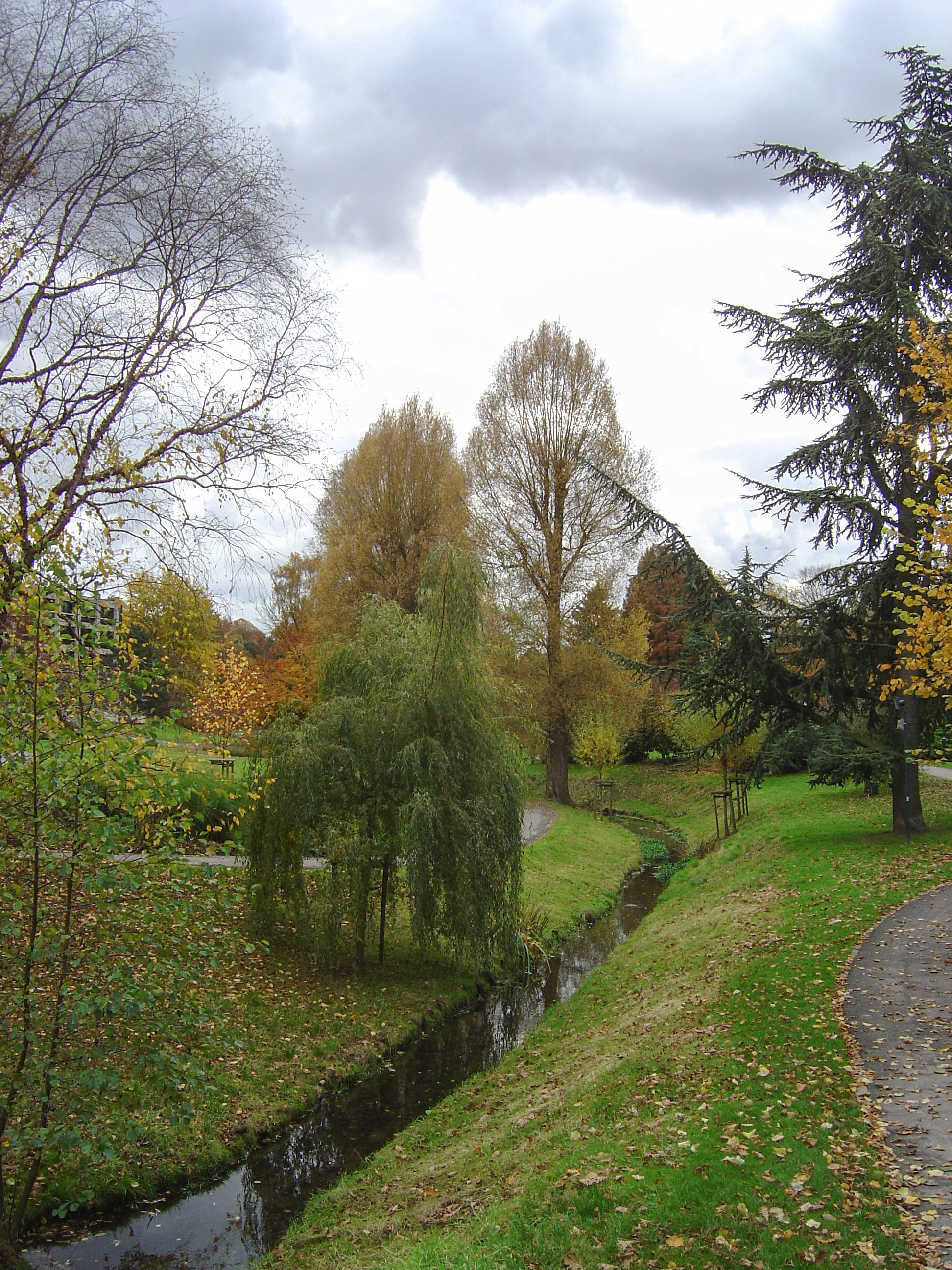
Het Sény-park in Oudergem, aangelegd in de vallei van de Woluwe

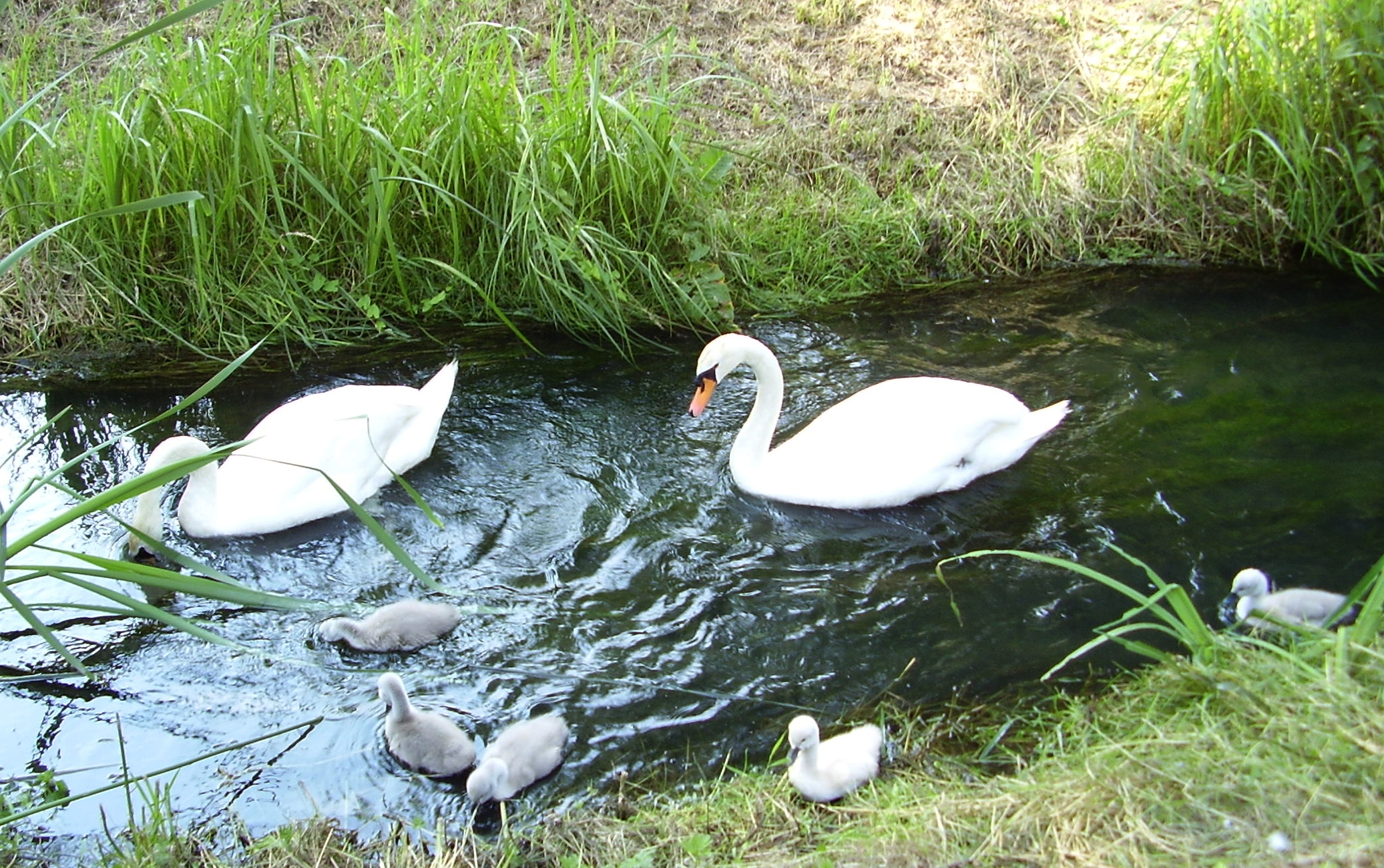
Zwanen op de Woluwe in Sint-Lambrechts-Woluwe

De Woluwe ontspringt in Watermaal-Bosvoorde in het zuidoosten van het Brussels Hoofdstedelijk Gewest, ter hoogte van de Kattenberg op een hoogte van ongeveer 70 m (TAW). De voornaamste bronnen zijn de Karregatbeek, de Zwanewijdebeek en de Vuilbeek. Aan de rand van het Zoniënwoud, ter hoogte van het Rood-Klooster, zwelt de beek aan tot een riviertje wanneer het water van de Roodkloosterbeek erbij komt. Vervolgens stroomt de Woluwe op grondgebied van het Brussels Hoofdstedelijk Gewest doorheen Oudergem, Sint-Pieters-Woluwe en Sint-Lambrechts-Woluwe. Ter hoogte van het Hof Ten Bergaarde-Woluwedal, stroomt de Woluwe de provincie Vlaams-Brabant binnen. De Woluwe stroomt doorheen Sint-Stevens-Woluwe, Kraainem, Zaventem, Diegem, Machelen en Vilvoorde, waar ze uitmondt in de Zenne op een hoogte van 16 meter. 
De lengte van de Woluwe bedraagt meer dan 17 kilometer, gemeten vanaf de Vijvers van Bosvoorde tot de monding. Haar loop wordt door veel molens opgesmukt, waaronder de schilderachtige "Lindekemalemolen" te Sint-Lambrechts-Woluwe.
De gemeenten Sint-Pieters-Woluwe, Sint-Lambrechts-Woluwe en Sint-Stevens-Woluwe zijn naar dit riviertje genoemd en de weg R22, die grotendeels langs de Woluwe loopt, draagt onder andere de namen Woluwedal en Woluwelaan.

## Geschiedenis

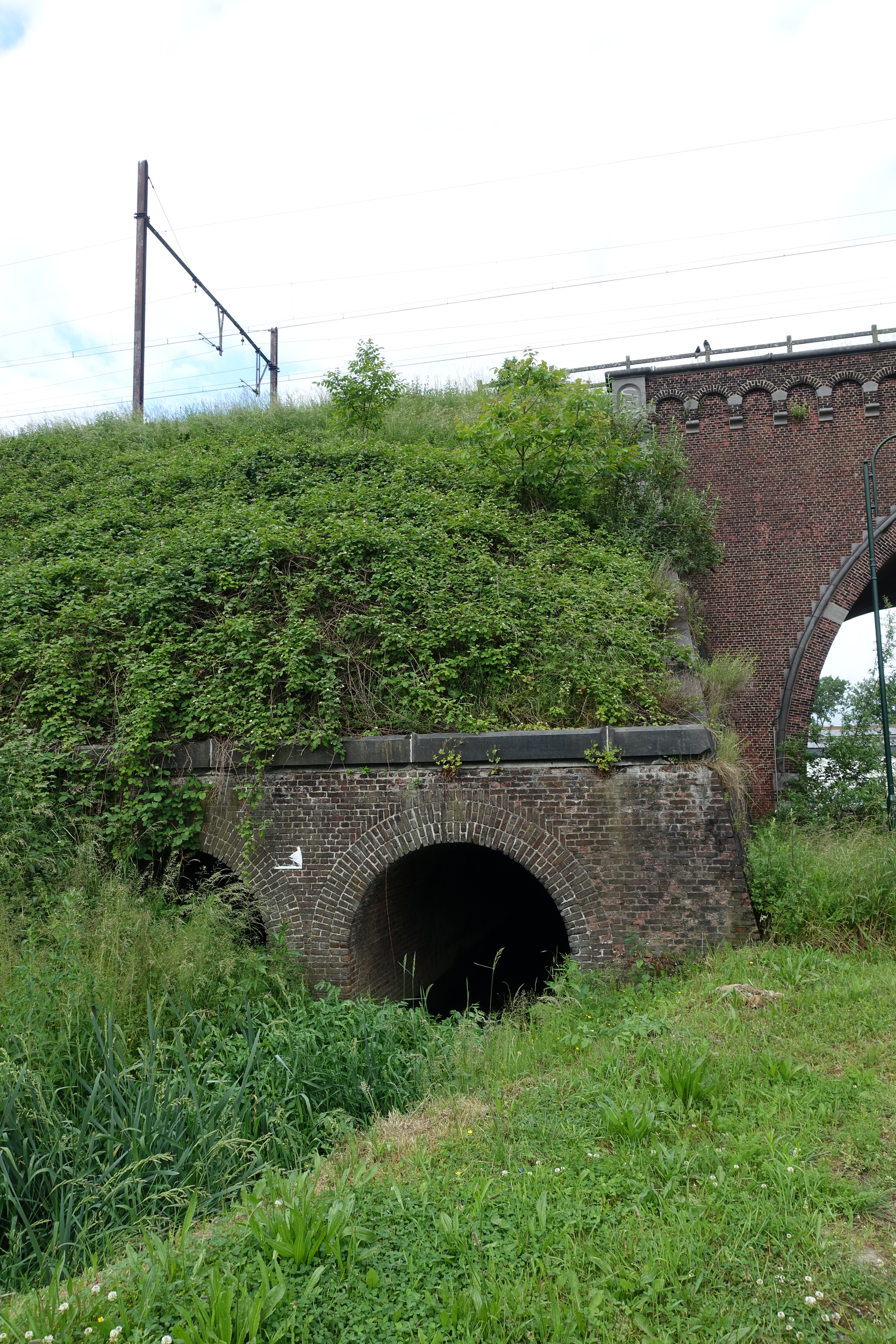
Tunnel voor de Hollebeek (oude Woluwebedding) in de spoorwegberm van spoorlijn 26 nabij de Verdunstraat ten noorden van Haren

Al heel vroeg werd de benedenloop van de Woluwe omgelegd. Oorspronkelijk mondde deze even ten zuiden van de Budasteenweg via moerassen uit in de Zenne, ter hoogte van een aanlegplaats met de naam "Diegemse Ham". Om de hertogelijke molens in Vilvoorde van water te voorzien werd de Woluwe in 1208 echter omgelegd door hertog Hendrik I van Brabant. De nieuwe bedding werd aangelegd op de rechterflank van de Zennevallei, net ten westen van Machelen tot aan de vallei van de Trawoolbeek. Daar leidde men de Woluwe over deze beek om zo het centrum van Vilvoorde en zijn molens te bereiken. Dit Woluwekanaal in Vilvoorde bleef tot in de jaren 30 van de 20e eeuw bestaan. De Hollebeek volgt vanaf Diegem de oude loop van de Woluwe en mondt uit in de Zenne bij Buda.

### Oud tracé Woluwekanaal (1208-1934)
Van aan de gewestgrens tot Machelen volgde deze nieuwe bedding grotendeels de huidige Woluwelaan. In Machelen liep de Woluwe in de huidige Van Obberghenstraat. In de nabijheid van de rotonde De Vuist stroomde de rivier op een verhoogde bedding, ten oosten en noorden van wat nu twee grote spaarbekkens zijn ten oosten van de Woluwelaan. Hier kruiste ze de Trawoolbeek ongelijkvloers om dan tussen de huidige Luchthavenlaan en de Leuvensesteenweg naar Vilvoorde te stromen. In Vilvoorde had het Woluwekanaal een smalle bedding, gelegen tussen de huidige Stationlei en de Leuvensestraat, om dan tussen de Korte Molenstraat en de O.L.V.-kerk te stromen naar haar monding in de Zenne. Deze monding bevond zich op de huidige kruising van de Vissersstraat en de Vaartstraat. Aan de Korte Molenstraat en de omgeving van de Kijkuit bevonden zich verschillende watermolens op de Woluwe.  Omstreeks 1800 werd er aan het Mattenkot, een oud Dominicanenklooster, een brug over de Woluwe gebouwd. Onder het burgemeesterschap van Edmond Hanssens werd de Woluwe in Vilvoorde overwelfd. Uiteindelijk besliste het bestuur van de stad Vilvoorde in 1934 dat het Woluwekanaal in de Kleine Molenstraat geruimd en opgevuld zou worden.

### Broekstraat (1934-heden)
Na de Eerste Wereldoorlog werd een "Intercommunale voor de Gezondmaking van de Woluwevallei" opgericht, die een kunstmatige betonnen riool bouwde, een ondergrondse "collector", om  het water van de Woluwe op te vangen. Vanaf dan wordt de Woluwe al ter hoogte van de Kerklaan in Machelen afgeleid naar de Zenne via de Broekstraat. In de verdere oude bedding werd een regenwatercollector aangelegd met verschillende wachtbekkens. Het aquaduct waar de Woluwe de Trawool kruiste, werd verwijderd wanneer de Woluwe een nieuwe bedding vanaf Machelen kreeg, al werden de bermen van het kanaal wel nog gebruikt door de Chemin de Fer Industriel, die de bedrijven tussen de huidige Leuvensesteenweg en Luchthavenlaan in Vilvoorde ontsloot via de spoorweg.
Na de Tweede Wereldoorlog wordt de Woluwelaan aangelegd in Machelen en Diegem. In de jaren 50 wordt eveneens werk gemaakt van de 'sanering' van de Woluwevallei tussen de Tervurenlaan in Sint-Pieters-Woluwe en het latere knooppunt Zaventem. Ook deze operatie werd geleid door de Intercommunale voor de Gezondmaking van de Woluwevallei.
In 1974 werd een spaarbekken aangelegd in de buurt van de Woluwecollector, met een oppervlakte van 1 ha, om overstromingen op het lager gelegen gedeelte van Machelen en Vilvoorde te voorkomen. In het geheel werden zo langs de Woluwe tien spaarbekkens opgericht, vanaf Oudergem tot Machelen, met een kostprijs 2 miljard BEF. In 1975 werd er in Diegem een dienstgebouw opgetrokken, dat het waterdebiet over het hele hydrografisch bekken regelt.

## Zijrivieren
De waterlopen die in de Woluwe uitmonden zijn: de Kleine Maalbeek (in Kraainem), de Kleine Beek, de Trawool (voormalig), en het Toevoerkanaal (naar wachtbekken Trawool langs Woluwe-collector, oude Woluwebedding). In het Brussels gewest waren er vroeger meerdere beken die uitmondden in de Woluwe (zoals de Roodebeek), maar deze werden geleidelijk afgekoppeld van de Woluwe en aangesloten op rioolwatercollectoren.
De Kleine Maalbeek ontspringt ter hoogte van de hippodroom van Sterrebeek op grondgebied van de gemeente Zaventem, op een hoogte van 65 meter en mondt ter hoogte van de Statieplaats in Kraainem uit in de Woluwe. Vroeger mondde de Vuilbeek via de Kleine Maalbeek uit in de Woluwe. Deze Vuilbeek (niet te verwarren met de Vuilbeek in het Zoniënwoud) heeft haar functie als natuurlijke waterloop verloren. Momenteel gaat het om een verlaten bedding.
De Kleine Beek ontspringt in Nossegem op een hoogte van 59 meter. De Kleine Beek mondt uit in de Woluwe ter hoogte van de Henneaulaan, op een hoogte van ongeveer 30 meter.
De Trawoolbeek ontspringt in het Floordambos (Melsbroek) en stroomt ten zuiden van de kernen van Peutie en Vilvoorde naar de Zenne. Strikt gezien is de Trawool geen zijrivier van de Woluwe. De Vondelgracht is een linkerzijrivier van de Trawool.

## Waterkwaliteit
In haar Brusselse bovenloop vormt de Woluwe een van de properste rivieren van het Brussels Hoofdstedelijk Gewest. Bij het binnenstromen in Zaventem op de grens met het Vlaamse Gewest heeft de Woluwe een 'goede' biologische kwaliteit en een 'aanvaardbare' chemische waterkwaliteit. Aan de monding in de Zenne is de chemische waterkwaliteit 'zwaar verontreinigd'. De Woluwerivier vormt een van de vuilste lozingspunten in de Zenne.